# Мурилово
Мурилово (фин. Murjala, Kotsala) — деревня в Виллозском городском поселении Ломоносовского района Ленинградской области.

## История
На карте Ингерманландии А. И. Бергенгейма, составленной по шведским материалам 1676 года, обозначена деревня Muriala.
На «Топографической карте окрестностей Санкт-Петербурга» Военно-топографического депо Главного штаба 1817 года она упомянута как деревня Мургала или Кочетова, состоящая из 12 крестьянских дворов.
На карте Санкт-Петербургской губернии Ф. Ф. Шуберта 1834 года она обозначена как деревня Мурьела.
В пояснительном тексте к этнографической карте Санкт-Петербургской губернии П. И. Кёппена 1849 года она записана как деревня Muriala oder Kotsala (Мурьела или Кочелова) и указано количество её жителей на 1848 год: эвремейсов — 28 м. п., 20 ж. п., всего 48 человек.

МУРЬЕЛА — деревня Красносельского удельного имения, по почтовому тракту, число дворов — 10, число душ — 26 м. п. (1856 год)

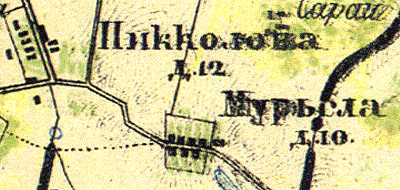
Деревня Мурьела на карте 1860 года

Согласно «Топографической карте частей Санкт-Петербургской и Выборгской губерний» 1860 года деревня Мурьела насчитывала 10 дворов.

МУРЬЕЛА — деревня удельная при колодцах, число дворов — 19, число жителей: 27 м. п., 22 ж. п.. (1862 год)

В 1885 году деревня Мурьела насчитывала 13 дворов.
В конце XIX — начале XX века деревня административно относилась к Дудергофской волости 3-го стана Царскосельского уезда Санкт-Петербургской губернии. По приходским данным население деревни было исключительно финским.
К 1913 году количество дворов в деревне Мурьела увеличилось до 19.
С 1917 по 1923 год деревня Мурилово входила в состав Пикколовского сельсовета Дудергофской волости Детскосельского уезда.
С 1923 года в составе Красносельской волости Троцкого уезда.
С 1924 года в составе Дудергофского сельсовета.
Согласно данным переписи населения СССР 1926 года в деревне Мурьяла проживали 112 человек — все финны, кроме одной русской семьи .
С 1927 года в составе Урицкого района.
В 1928 году население деревни Мурилово также составляло 112 человек.
С 1930 года в составе Ленинградского Пригородного района.
По данным 1933 года деревня называлась Мурьяла и входила в состав Дудергофского финского национального сельсовета Ленинградского Пригородного района. Кроме деревни в состав сельсовета входил ещё выселок Мурьяла.
С 1936 года в составе Красносельского района.

План деревни Мурилово. 1939 год

С 1939 года в составе Горского сельсовета. Согласно топографической карте 1939 года деревня называлась Мурьела и насчитывала 22 двора.
С 1 августа 1941 года по 31 декабря 1943 года деревня находилась в оккупации.
С 1955 года в составе Ломоносовского района.
С 1963 года в составе Гатчинского района.
С 1965 года вновь в составе Ломоносовского района. В 1965 году население деревни Мурилово составляло 91 человек.
По данным 1966, 1973 и 1990 годов деревня Мурилово входила в состав Горского сельсовета.
В 1997 году в деревне Мурилово Горской волости проживали 23 человека, в 2002 году — 20 человек (все русские), в 2007 году — 19.

## География
Деревня расположена в юго-восточной части района на автодороге 41К-637 (подъезд к дер. Ретселя), к востоку от административного центра поселения деревни Виллози и Дудергофских высот.
Расстояние до административного центра поселения — 3,5 км.
Расстояние до ближайшей железнодорожной станции Дудергоф — 1,5 км.

## Демография
| 1848 | 1862 | 1997 | 2002 | 2007 | 2010 | 2017 |
| ---- | ---- | ---- | ---- | ---- | ---- | ---- |
| 48   | ↗49  | ↘23  | ↘20  | ↘19  | ↘14  | ↗22  |

## Улицы
Квартал 3 (территория).